# 约翰·德瓦尼
约翰·德瓦尼（英語：John Devaney，1958年4月10日—），加拿大男子冰球运动员，场上位置是前锋。他曾代表加拿大国家队参加1980年冬季奥林匹克运动会冰球比赛，获得第6名。